# Le Fraysse
Le Fraysse är en kommun i departementet Tarn i regionen Occitanien i södra Frankrike. Kommunen ligger i kantonen Villefranche-d'Albigeois som tillhör arrondissementet Albi. År 2022 hade Le Fraysse 420 invånare.

## Befolkningsutveckling
Antalet invånare i kommunen Le Fraysse
| Referens: INSEE |